# Contea di Itawamba
La contea di Itawamba (in inglese Itawamba County) è una contea dello Stato del Mississippi, negli Stati Uniti. La popolazione al censimento del 2000 era di 22 770 abitanti. Il capoluogo di contea è Fulton.